# Guxhagen
Guxhagen es un municipio situado en el distrito de Schwalm-Eder, en el estado federado de Hesse (Alemania). Su población estimada a finales de 2016 era de 5375 habitantes.
Se encuentra ubicado en la zona centro-norte del estado, entre los ríos Fulda y Eder; la ciudad es famosa por ser el lugar de nacimiento del Mariscal Friedrich Paulus, general alemán que dirigió la fallida invasión nazi a Stalingrado